# 窈川乡
窈川乡，中国浙江省金华市磐安县下辖的一个乡。

## 行政区划
窈川乡现辖：
依山下村、川一村、川二村、赐敕村、岭溪村、长坑村、白岩头村和塘坑村。